# Kevin Chapman
Kevin Chapman (Boston, 29 juli 1962) is een Amerikaans acteur en filmproducent.  

## Carrière
Chapman was werkzaam als portier en stand-upkomiek voordat hij ontdekt werd door regisseur Ted Demme. 
Chapman begon in 1998 met acteren in de film Snitch, waarna hij nog meerdere rollen speelde in films en televisieserie. Hij is vooral bekend van zijn rol als Lionel Fusco in de televisieserie Person of Interest waar hij in 103 afleveringen speelde (2011-2016). 

## Filmografie

### Films
Uitgezonderd korte films.
- 2024 Aftermath - als inspecteur Grimes
- 2023 Outlaw Johnny Black - als U.S. Marshall Cove
- 2021 Last Night in Rozzie - als Jim Donovan
- 2021 CODA - als Brady
- 2018 City of Lies - als agent Leeds
- 2018 Saint Judy - als agent King
- 2018 Slender Man - als mr. Jensen
- 2018 The Equalizer 2 - als Lyft passagier onder invloed
- 2016 Good Kids - als Brinkley
- 2015 Stevie D - als Lenny
- 2015 Exeter - als Greer
- 2014 Bad Country - als Daniel Morris
- 2011 Assassination Games - als Culley
- 2011 Street Kings 2: Motor City - als rechercheur Jimmy Rogan
- 2010 Madso's War - als Gerry Walker
- 2010 Unstoppable - als Bunny
- 2009 Black Dynamite - als O'Leary
- 2009 Lonely Street - als cowboy politieagent
- 2008 Sunshine Cleaning - als Carl
- 2007 Black Irish - als Pierce
- 2006 Unknown - als rechercheur McGahey
- 2006 Hard Luck - als Franklin
- 2005 Two for the Money - als Southie
- 2005 Long Distance - als Joe
- 2004 In Good Company - als Lou
- 2004 Ladder 49 - als Frank Mckinny
- 2004 Irish Eyes - als Hopper
- 2003 21 Grams - als Alan
- 2003 Mystic River - als Val Savage
- 2001 What's the Worst That Could Happen? - als barkeeper
- 2001 Blow - als Eastham
- 2001 In the Bedroom - als vriend van Tim
- 1999 The Cider House Rules - als adoptievader
- 1999 In Too Deep - als O'Hanlon
- 1999 The Boondock Saints - als Chappy
- 1998 Vig - als Dave
- 1998 Snitch - als Mickey Pat

### Televisieseries
Uitgezonderd eenmalige gastrollen.
- 2024 Evil - als The Manager - 2 afl.
- 2021 Kevin Can F**k Himself - als rechercheur Bob Bram - 3 afl.
- 2019 City on a Hil - als J.R. Minogue - 10 afl.
- 2017-2019 Sneaky Pete - als Bo Lockley - 9 afl.
- 2019 The Punisher - als Kusack - 2 afl.
- 2011-2016 Person of Interest - als Lionel Fusco - 103 afl.
- 2010 Hawthorne - als Ben Adams - 2 afl.
- 2009-2010 Cold Case - als Joe Mueller - 2 afl.
- 2009 Rescue Me - als Terrance - 7 afl.
- 2006-2008 Brotherhood - als Freddie Cork - 29 afl.
- 2003 24 - als Warden Kevin Mitchell - 2 afl.

### Filmproducent
- 2014 Bad Country - film
- 2009 Lonely Street - film

- Gemeinsame Normdatei: 1144911494
- International Standard Name Identifier: 0000 0000 4444 419X
- Library of Congress Control Number: no2005010805
- Nationale Bibliotheek van Israël: 987007324719205171
- Système universitaire de documentation: 22342059X
- Virtual International Authority File: 61271023
- WorldCat: E39PBJh8JhTPQx8TYpg4JwDyVC